# Sinocarum bellum
Sinocarum bellum är en växtart i släktet Sinocarum och familjen flockblommiga växter. Den beskrevs först av Charles Baron Clarke, och fick sitt nu gällande namn av Michail Pimenov och Jevgenij Kljujkov 2006.
Arten förekommer i östra Himalaya.